# König Pilsener Arena
La König Pilsener Arena, conosciuta originariamente come Arena Oberhausen, è una arena polivalente situata nella città di Oberhausen.
I lavori per l'Arena iniziarono il 17 luglio 1995, e venne aperta l'8 settembre 1996. Al suo interno si svolgono anche manifestazioni culturali, eventi e concerti.